# Duliophyle obsoleta
Duliophyle obsoleta là một loài bướm đêm trong họ Geometridae.